# Ла-Шапель-Сен-Люк
Ла-Шапе́ль-Сен-Люк (фр. La Chapelle-Saint-Luc) — коммуна во Франции, находится в регионе Шампань — Арденны. Департамент — Об. Административный центр кантона Ла-Шапель-Сен-Люк. Округ коммуны — Труа.
Код INSEE коммуны — 10081.
Коммуна расположена приблизительно в 140 км к юго-востоку от Парижа, в 80 км южнее Шалон-ан-Шампани, в 3 км к северо-западу от Труа. Стоит на реке Барс.

## Население
Население коммуны на 2008 год составляло 13 203 человека.
| 1962 | 1968 | 1975   | 1982   | 1990   | 1999   | 2008   |
| ---- | ---- | ------ | ------ | ------ | ------ | ------ |
| 4594 | 6528 | 15 136 | 16 241 | 15 815 | 14 442 | 13 203 |

## Администрация
| Период | Период | Фамилия         | Партия | Примечания |
| ------ | ------ | --------------- | ------ | ---------- |
| 1983   | 1989   | Поль Ноли       |        |            |
| 1989   | 2001   | Пьер Питуа      |        |            |
| 2001   | 2008   | Ив Рен          |        |            |
| 2008   |        | Оливье Жирарден |        |            |

## Экономика
В 2007 году среди 8765 человек в трудоспособном возрасте (15—64 лет) 5656 были экономически активными, 3109 — неактивными (показатель активности — 64,5 %, в 1999 году было 67,2 %). Из 5656 активных работали 4403 человека (2436 мужчин и 1967 женщин), безработных было 1253 (537 мужчин и 716 женщин). Среди 3109 неактивных 963 человека были учениками или студентами, 827 — пенсионерами, 1319 были неактивными по другим причинам.

## Достопримечательности
- Церковь Сен-Люк (XVI век). Памятник истории с 1907 года[3]
- Пивоваренный музей

## Города-побратимы
- Неккарбишофсхайм (Германия, с 1971)

## Фотогалерея

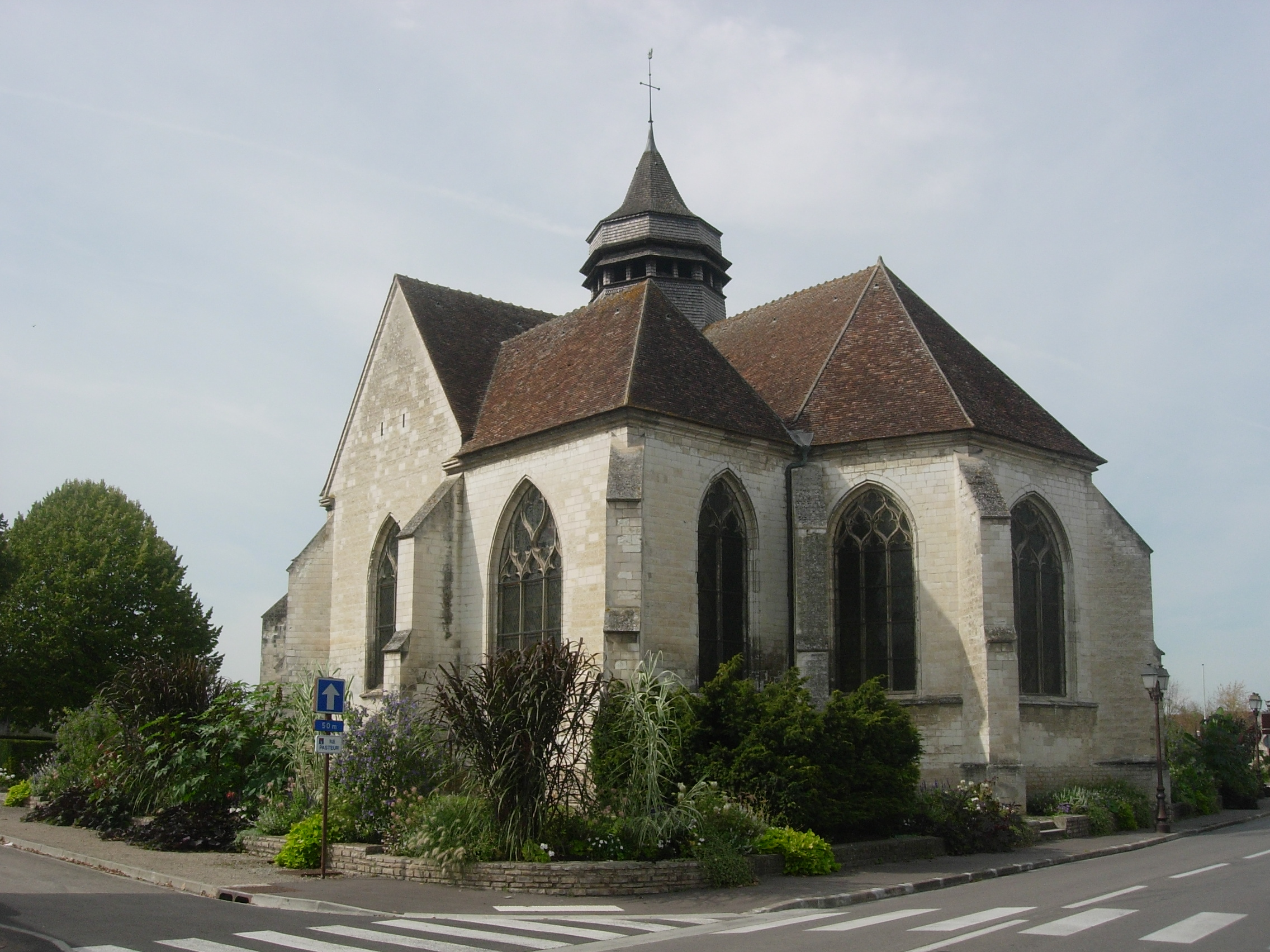
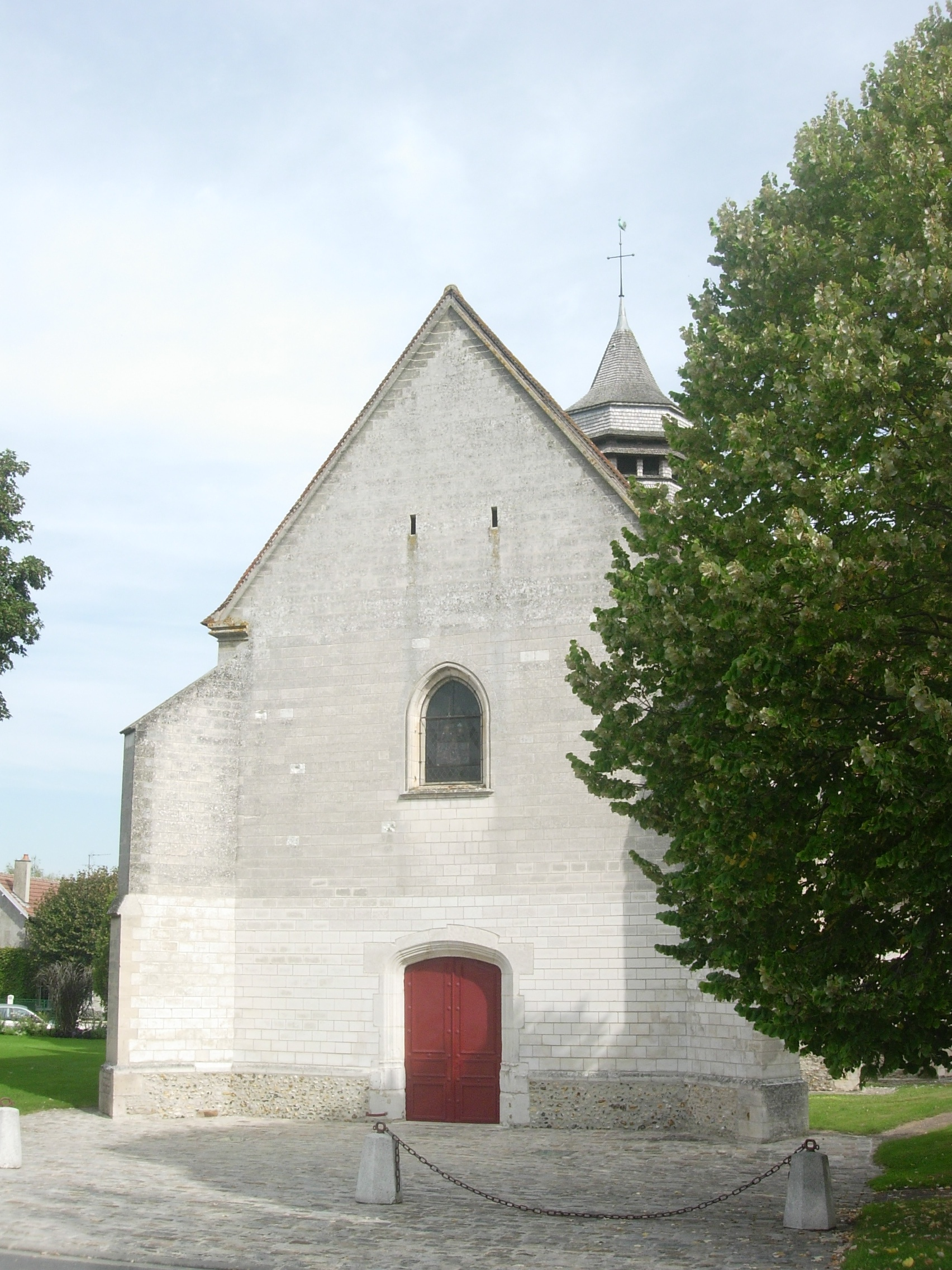
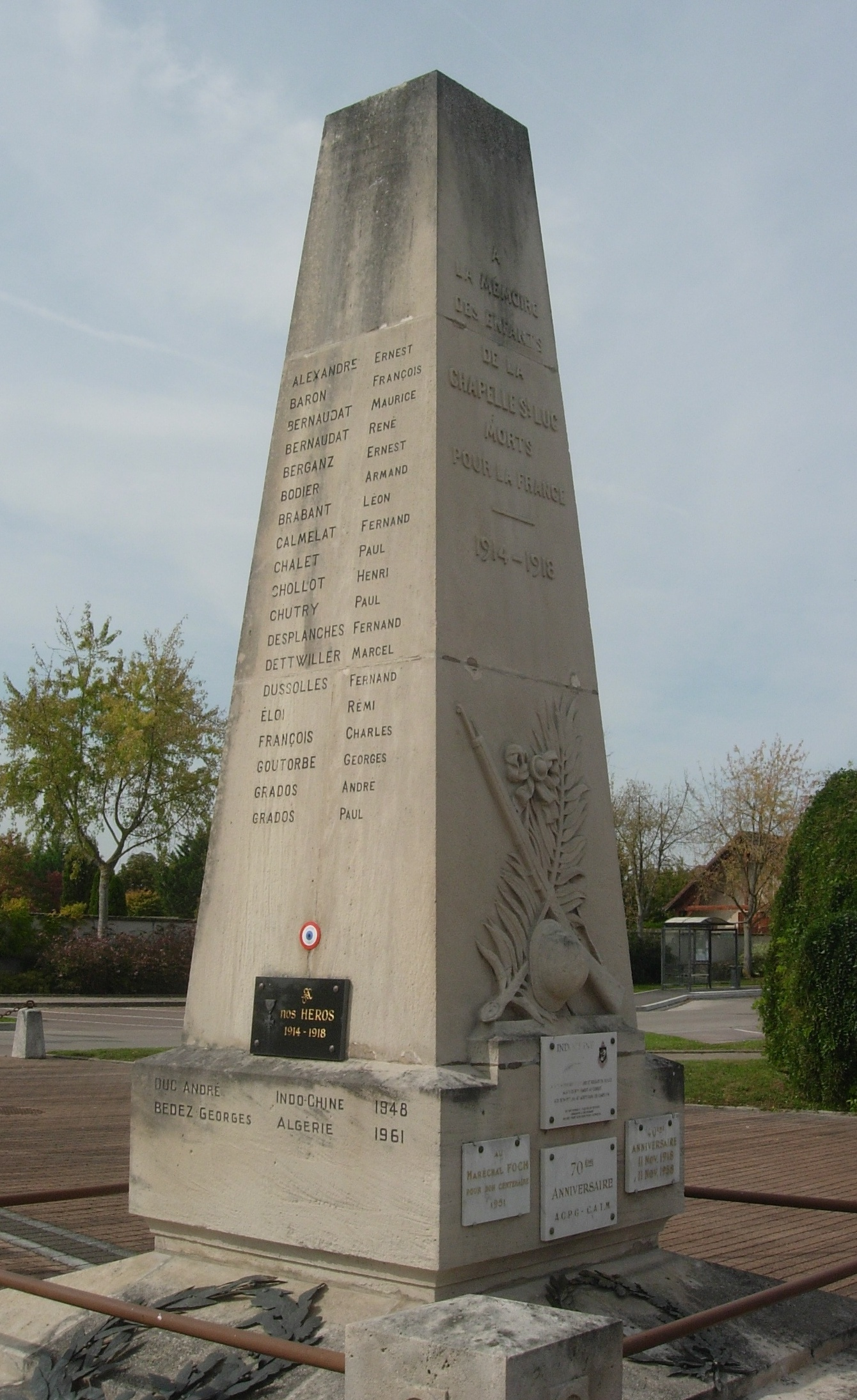
Памятник погибшим на Первой мировой и других войнах
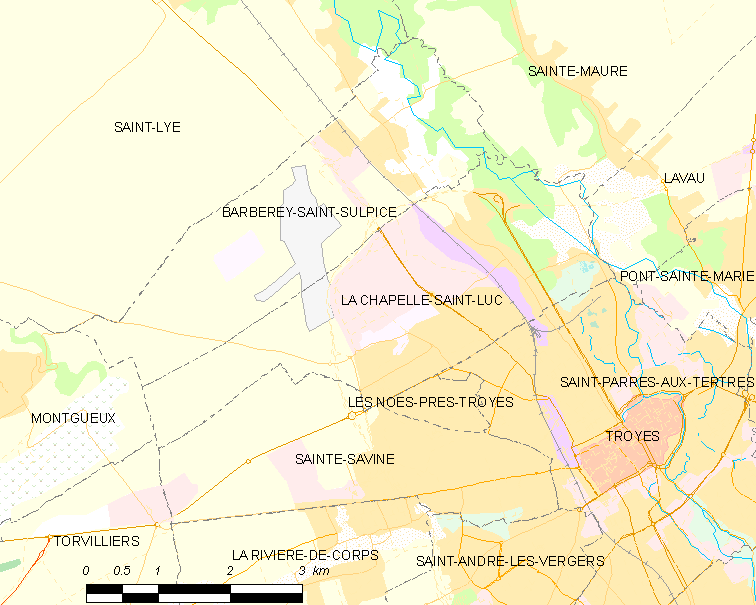
Карта коммуны